# Kruševica (Prokuplje)
Pour les articles homonymes, voir Kruševica.
Kruševica (en serbe cyrillique : Крушевица) est un village de Serbie situé dans la municipalité de Prokuplje, district de Toplica. Au recensement de 2011, il comptait 18 habitants.

## Démographie
| 1948 | 1953 | 1961 | 1971 | 1981 | 1991 | 2002 | 2011 |
| ---- | ---- | ---- | ---- | ---- | ---- | ---- | ---- |
| 399  | 421  | 351  | 225  | 133  | 95   | 47   | 18   |

|  |